# Saint-Pardoux-Isaac
Saint-Pardoux-Isaac település Franciaországban, Lot-et-Garonne megyében. Lakosainak száma 1101 fő (2022. január 1.). Saint-Pardoux-Isaac Agnac, Bourgougnague, Lavergne, Miramont-de-Guyenne és Roumagne községekkel határos.

## Népesség
A település népessége az elmúlt években az alábbi módon változott:
| Lakosok száma | 910  | 1372 | 1348 | 1161 | 1183 | 1148 | 1141 | 1105 | 1090 | 1101 |
|               | 1968 | 1982 | 1990 | 2006 | 2013 | 2015 | 2017 | 2019 | 2020 | 2022 |